# Las Lajitas, Argentina
Las Lajitas är en ort i Argentina.   Den ligger i provinsen Salta, i den norra delen av landet, 1 200 km norr om huvudstaden Buenos Aires. Las Lajitas ligger 499 meter över havet och antalet invånare är 9 151.
Terrängen runt Las Lajitas är lite kuperad, och sluttar österut. Runt Las Lajitas är det mycket glesbefolkat, med 2 invånare per kvadratkilometer.. Det finns inga andra samhällen i närheten.
Trakten runt Las Lajitas består till största delen av jordbruksmark.